# Gaylussacia pruinosa
Gaylussacia pruinosa là một loài thực vật có hoa trong họ Thạch nam. Loài này được Loes. mô tả khoa học đầu tiên năm 1889.